# جون ريد (سياسي)
جون ريد (بالإنجليزية: John Reid)‏ هو سياسي أسترالي، ولد في 1 أغسطس 1873 في أستراليا، وتوفي في 30 ديسمبر 1963 في سيدني في أستراليا. حزبياً، نشط في الحزب الوطني الأسترالي. وقد انتخب عضو الجمعية التشريعية نيو ساوث ويلز.